# Cyathus
Cyathus é um gênero de fungos da família Nidulariaceae, uma família conhecida coletivamente como fungos nidulários ou fungos de ninho de pássaro. Eles receberam esse nome porque se assemelham a pequenos ninhos de pássaros cheios de "ovos" - estruturas grandes o suficiente para serem confundidas com sementes no passado. Entretanto, sabe-se agora que são estruturas reprodutivas que contêm esporos. Os "ovos", ou peridíolos, estão firmemente presos à superfície interna do basidioma por um cordão elástico de micélio conhecido como funículo.
As espécies estão amplamente distribuídas pelo mundo e algumas são encontradas na maioria dos países, embora algumas existam em apenas um ou dois locais. A Cyathus stercoreus é considerada ameaçada de extinção em vários países europeus. Algumas espécies de Cyathus também são conhecidas como copos de respingos (splash cups), o que se refere ao fato de que a queda de gotas de chuva pode derrubar os peridíolos para fora do basidioma. As superfícies interna e externa desse copo podem ser estriadas longitudinalmente (denominadas plicadas ou estriadas); esse é um exemplo de característica taxonômica que tradicionalmente serve para distinguir as espécies.
Geralmente consideradas não comestíveis, as espécies de Cyathus são saprófitas, pois obtêm nutrientes da matéria orgânica em decomposição. Geralmente crescem em madeira em decomposição ou detritos lenhosos, em esterco de vaca e cavalo ou diretamente em solo rico em húmus. O ciclo de vida desse gênero permite que ele se reproduza sexualmente, com meiose, e assexuadamente, por meio de esporos. Várias espécies de Cyathus produzem compostos bioativos, alguns com propriedades medicinais, e várias enzimas de degradação de lignina do gênero podem ser úteis na biorremediação e na agricultura. A análise filogenética está fornecendo novas percepções sobre as relações evolutivas entre as várias espécies de Cyathus e lançou dúvidas sobre a validade dos sistemas de classificação mais antigos, baseados em características taxonômicas tradicionais.

## Taxonomia

### Histórico
Os fungos de ninho de pássaro foram mencionados pela primeira vez pelo botânico flamengo Carolus Clusius em Rariorum plantarum historia (1601). Nos séculos seguintes, esses fungos foram objeto de alguma controvérsia sobre se os peridíolos eram sementes e o mecanismo pelo qual eram dispersos na natureza. Por exemplo, o botânico francês Jean-Jacques Paulet, em sua obra Traité des champignons (1790-1793), propôs a noção errônea de que os peridíolos eram ejetados dos basidiomas por algum tipo de mecanismo de mola.
O gênero foi estabelecido em 1768 pelo cientista suíço Albrecht von Haller; o nome Cyathus é do latim, mas foi originalmente derivado da palavra grega antiga κύαθος, que significa "copo, tigela". A estrutura e a biologia do gênero Cyathus foram mais conhecidas em meados do século XIX, começando com o aparecimento, em 1842, de um artigo de Carl Johann Friedrich Schmitz, e, dois anos depois, uma monografia dos irmãos Louis René e Charles Tulasne. O trabalho dos Tulasne foi minucioso e preciso, e foi altamente considerado por pesquisadores posteriores. Subsequentemente, monografias foram escritas em 1902 por Violet S. White (sobre espécies americanas), Curtis Gates Lloyd em 1906, Gordon Herriot Cunningham em 1924 (sobre espécies da Nova Zelândia), e Harold J. Brodie em 1975.

### Classificação infragenérica
O gênero Cyathus foi subdividido pela primeira vez em dois grupos infragenéricos (ou seja, agrupamento de espécies abaixo da classificação de gênero) pelos irmãos Tulasne; o grupo "eucyathus" tinha basidiomas com superfícies internas dobradas em pregas (plicações), enquanto o grupo "olla" não tinha plicações. Mais tarde (1906), Lloyd publicou um conceito diferente de agrupamento infragenérico em Cyathus, descrevendo cinco grupos, dois no grupo eucyathus e cinco no grupo olla.

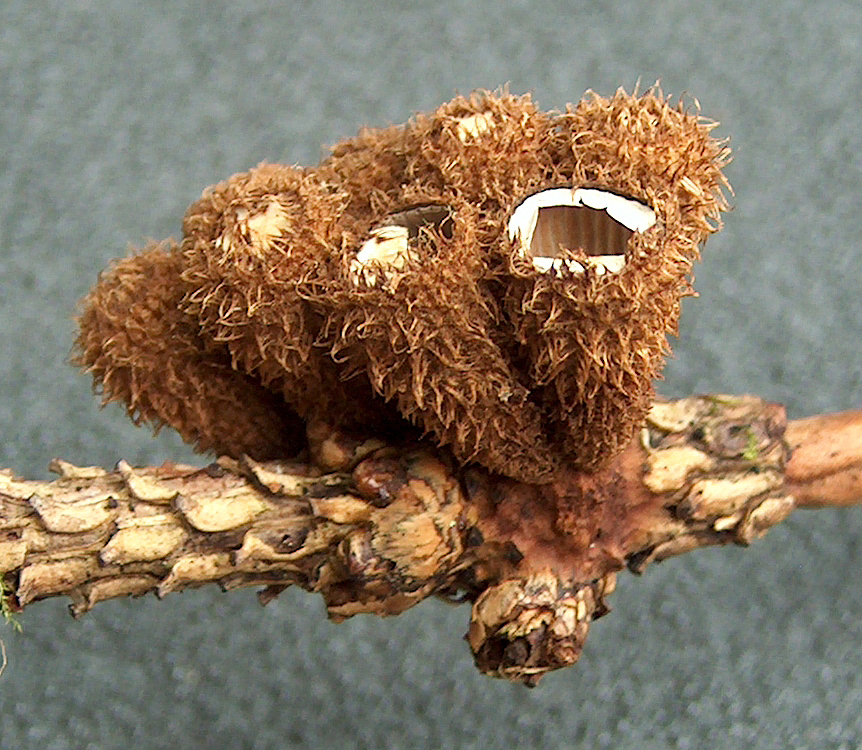
A superfície peridial externa desgrenhada (tomentosa) da C. striatus

Na década de 1970, Brodie, em sua monografia sobre fungos de ninhos de pássaros, separou o gênero Cyathus em sete grupos relacionados com base em várias características taxonômicas, incluindo a presença ou ausência de plicações, a estrutura dos peridíolos, a cor dos basidiomas e a natureza dos pelos na superfície externa do perídio:
- Grupo Olla: Espécies com um tomento com pelos finos e achatados e sem plicações.
  - C. olla, C. africanus, C. badius, C. canna, C. colensoi, C. confusus, C. earlei, C. hookeri, C. microsporus, C. minimus, C. pygmaeus

- Grupo Pallidus: Espécies com pelos conspícuos, longos e pontiagudos para baixo e um perídio interno liso (não plicado).
  - C. pallidus, C. julietae

- Grupo Triplex: Espécies com perídios em sua maioria de cor escura e uma superfície interna branca prateada.
  - C. triplex, C. setosus, C. sinensis

- Grupo Gracilis: Espécies com pelos do tomento agrupados em tufos ou montes.
  - C. gracilis, C. intermedius, C. crassimurus, C. elmeri

- Grupo Stercoreus: Espécies com perídios não plicados, paredes externas do perídio desgrenhadas ou lanosas e peridíolos escuros a pretos.
  - C. stercoreus, C. pictus, C. fimicola

- Grupo Poeppigii: Espécies com paredes peridiais internas plicadas, paredes externas peludas a desgrenhadas, peridíolos escuros a pretos e esporos grandes, aproximadamente esféricos ou elipsoidais.
  - C. poeppigii, C. crispus, C. limbatus, C. gayanus, C. costatus, C. cheliensis, C. olivaceo-brunneus

- Grupo Striatus: Espécies com perídio interno plicado, perídio externo peludo a desgrenhado e esporos em sua maioria elípticos.
  - C. striatus, C. annulatus, C. berkeleyanus, C. bulleri, C. chevalieri, C. ellipsoideus, C. helenae, C. montagnei, C. nigro-albus, C. novae-zeelandiae, C. pullus, C. rudis

### Filogenia

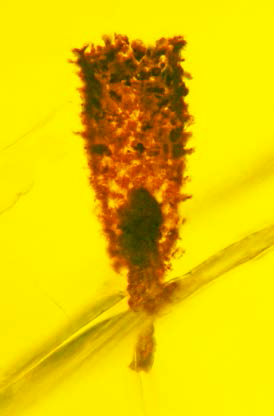
C. dominicanus, uma espécie extinta

A publicação em 2007 de análises filogenéticas de dados de sequência de DNA de várias espécies de Cyathus colocou em dúvida a validade das classificações infragenéricas baseadas na morfologia descritas por Brodie. Essa pesquisa sugere que as espécies de Cyathus podem ser agrupadas em três clados geneticamente relacionados:
- Grupo Ollum:
  - C. africanus (espécie-tipo), C. africanus f. latisporus, C. conlensoi, C. griseocarpus, C. guandishanensis, C. hookeri, C. jiayuguanensis, C. olla, C. olla f. anglicus e C. olla f. brodiensis.

- Grupo Striatum:
  - C. annulatus, C. crassimurus, C. helenae, C. poeppigii, C. renwei, C. setosus, C. stercoreus e C. triplex.

- Grupo Pallidum:
  - C. berkeleyanus, C. olla f. lanatus, C. gansuensis e C. pallidus.

Essa análise mostra que, em vez da estrutura do basidioma, o tamanho do esporo é, em geral, um caráter mais confiável para segregar grupos de espécies em Cyathus. Por exemplo, todas as espécies do clado ollum têm comprimento de esporo menor que 15 μm, enquanto todos os membros do grupo pallidum têm comprimento maior que 15 μm; o grupo striatum, no entanto, não pode ser distinguido do grupo pallidum apenas pelo tamanho do esporo. Duas características são mais adequadas para distinguir os membros do grupo ollum do grupo pallidum: a espessura da camada de pelos na superfície do perídio e o contorno dos basidiomas. O tomento das espécies de pallidum é espesso, como feltro, e geralmente se agrega em grupos de pelos desgrenhados ou lanosos. Seus basidiomas em forma de cadinho não têm um estipe claramente diferenciado. O exoperídio das espécies de ollum, em comparação, tem um tomento fino de pelos finos; os basidiomas são em forma de funil e têm uma base apertada ou um estipe distinto.

## Descrição
As espécies do gênero Cyathus têm basidiomas (perídios) em forma de vaso, funil ou urna, com dimensões de 4 a 8 mm de largura por 7 a 18 mm de altura. Os basidiomas são de cor marrom a marrom-acinzentada e cobertos com pequenas estruturas semelhantes a pelos na superfície externa. Algumas espécies, como C. striatus e C. setosus, têm cerdas visíveis chamadas setas na borda do copo. O basidioma geralmente é expandido na base em uma massa sólida e arredondada de hifas chamada de embasamento, que geralmente fica emaranhado e entrelaçado com pequenos fragmentos da superfície de crescimento subjacente, melhorando sua estabilidade e evitando que seja derrubado pela chuva.

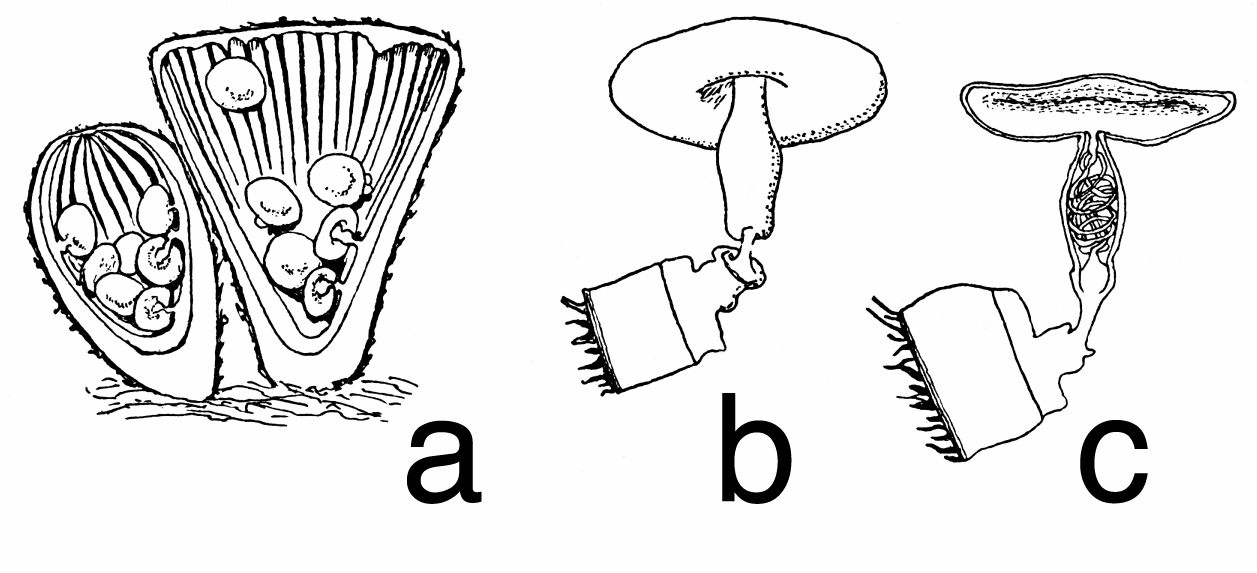
Cyathus striatus (a) basidiomas jovens e maduros em seção longitudinal; (b), (c) peridíolo único inteiro e em seção

Os basidiomas imaturos têm uma membrana esbranquiçada, um epifragma, que cobre a abertura do perídio quando jovem, mas que acaba deiscendo e se rompendo durante a maturação. Visto com um microscópio, o perídio das espécies de Cyathus é formado por três camadas distintas: endo, meso e ectoperídio, referentes às camadas interna, média e externa, respectivamente. Enquanto a superfície do ectoperídio em Cyathus é geralmente peluda, a superfície endoperidial é lisa e, dependendo da espécie, pode ter sulcos longitudinais (plicações).
Como a estrutura básica do basidioma em todos os gêneros da família Nidulariaceae é essencialmente semelhante, Cyathus pode ser facilmente confundido com espécies de Nidula ou Crucibulum, especialmente espécimes mais antigos e desgastados de Cyathus, que podem ter o ectoperídio peludo desgastado. Distingue-se de Nidula pela presença de um funículo, um cordão de hifas que liga o peridíolo ao endoperídio. Cyathus difere do gênero Crucibulum por ter uma parede distinta de três camadas e um funículo mais intrincado.

### Estrutura do peridíolo

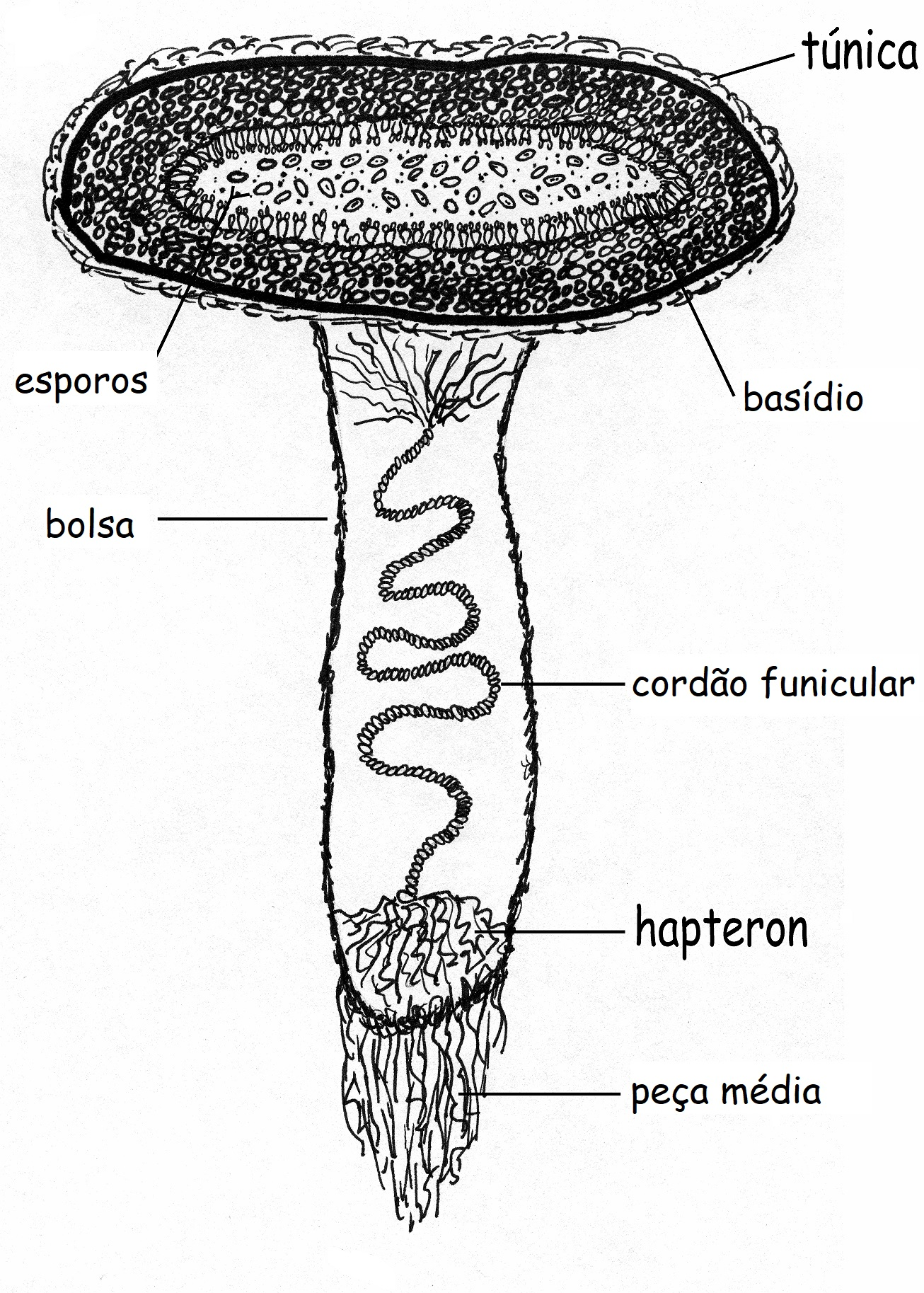
Um peridíolo e um funículo conectado em seção transversal

Derivado da palavra grega peridion, que significa "pequena bolsa de couro", o peridíolo é o "ovo" do ninho do pássaro. É uma massa de esporos e tecido glebal envolta por uma casca externa dura e cerosa. A forma pode ser descrita como lenticular, como uma lente biconvexa, e, dependendo da espécie, a cor pode variar de esbranquiçada a acinzentada ou preta. A câmara interna do peridíolo contém um himênio composto de basídios, estruturas estéreis (não reprodutivas) e esporos. Em basidiomas jovens e recém-abertos, os peridíolos se encontram em uma substância gelatinosa clara que logo seca.
Os peridíolos são presos ao basidioma por um funículo, uma estrutura complexa de hifas que pode ser diferenciada em três regiões: a parte basal, que o prende à parede interna do perídio, a peça média e a bolsa, conectada à superfície inferior do peridíolo. Dentro da bolsa e da peça média há um fio enrolado de hifas entrelaçadas chamado de cordão funicular, preso em uma extremidade ao peridíolo e na outra a uma massa emaranhada de hifas chamada hapteron. Em algumas espécies, os peridíolos podem ser cobertos por uma túnica, uma fina membrana branca (particularmente evidente em C. striatus e C. crassimurus). Os esporos geralmente têm formato elíptico ou aproximadamente esférico e são de paredes espessas, hialinos ou de cor marrom-amarelada clara, com dimensões de 5-15 por 5-8 μm.

### Ciclo de vida
O ciclo de vida do gênero Cyathus, que contém estágios haploides e diploides, é típico dos táxons dos basidiomicetos que podem se reproduzir assexuadamente (por meio de esporos vegetativos) ou sexualmente (com meiose). Como outros fungos de decomposição de madeira, esse ciclo de vida pode ser considerado como duas fases funcionalmente diferentes: o estágio vegetativo para a disseminação de micélios e o estágio reprodutivo para o estabelecimento de estruturas produtoras de esporos, os basidiomas.
O estágio vegetativo abrange as fases do ciclo de vida envolvidas na germinação, disseminação e sobrevivência do micélio. Os esporos germinam sob condições adequadas de umidade e temperatura e se desenvolvem em filamentos ramificados chamados hifas, que se espalham como raízes na madeira em decomposição. Essas hifas são homocarióticas, contendo um único núcleo em cada compartimento; elas aumentam de comprimento ao adicionar material de parede celular a uma ponta em crescimento. À medida que essas pontas se expandem e se espalham para produzir novos pontos de crescimento, desenvolve-se uma rede chamada micélio. O crescimento micelial ocorre por mitose e síntese de biomassa hifal. Quando duas hifas homocarióticas de diferentes grupos de compatibilidade de acasalamento se fundem uma com a outra, elas formam um micélio dicariótico em um processo chamado plasmogamia. Os pré-requisitos para a sobrevivência micelial e a colonização de um substrato (como madeira apodrecida) incluem umidade adequada e disponibilidade de nutrientes. A maioria das espécies de Cyathus é saprófita, de modo que o crescimento micelial em madeira apodrecida é possibilitado pela secreção de enzimas que quebram polissacarídeos complexos (como celulose e lignina) em açúcares simples que podem ser usados como nutrientes.
Após um período de tempo e sob as condições ambientais adequadas, os micélios dicarióticos podem entrar no estágio reprodutivo do ciclo de vida. A formação do basidioma é influenciada por fatores externos, como a estação do ano (que afeta a temperatura e a umidade do ar), os nutrientes e a luz. À medida que os basidiomas se desenvolvem, eles produzem peridíolos que contêm os basídios sobre os quais são formados novos esporos. Os basídios jovens contêm um par de núcleos haploides sexualmente compatíveis que se fundem, e o núcleo de fusão diploide resultante passa por meiose para produzir esporos, cada um contendo um único núcleo haploide. O micélio dicariótico, a partir do qual os basidiomas são produzidos, é duradouro e continuará a produzir gerações sucessivas de basidiomas desde que as condições ambientais sejam favoráveis.

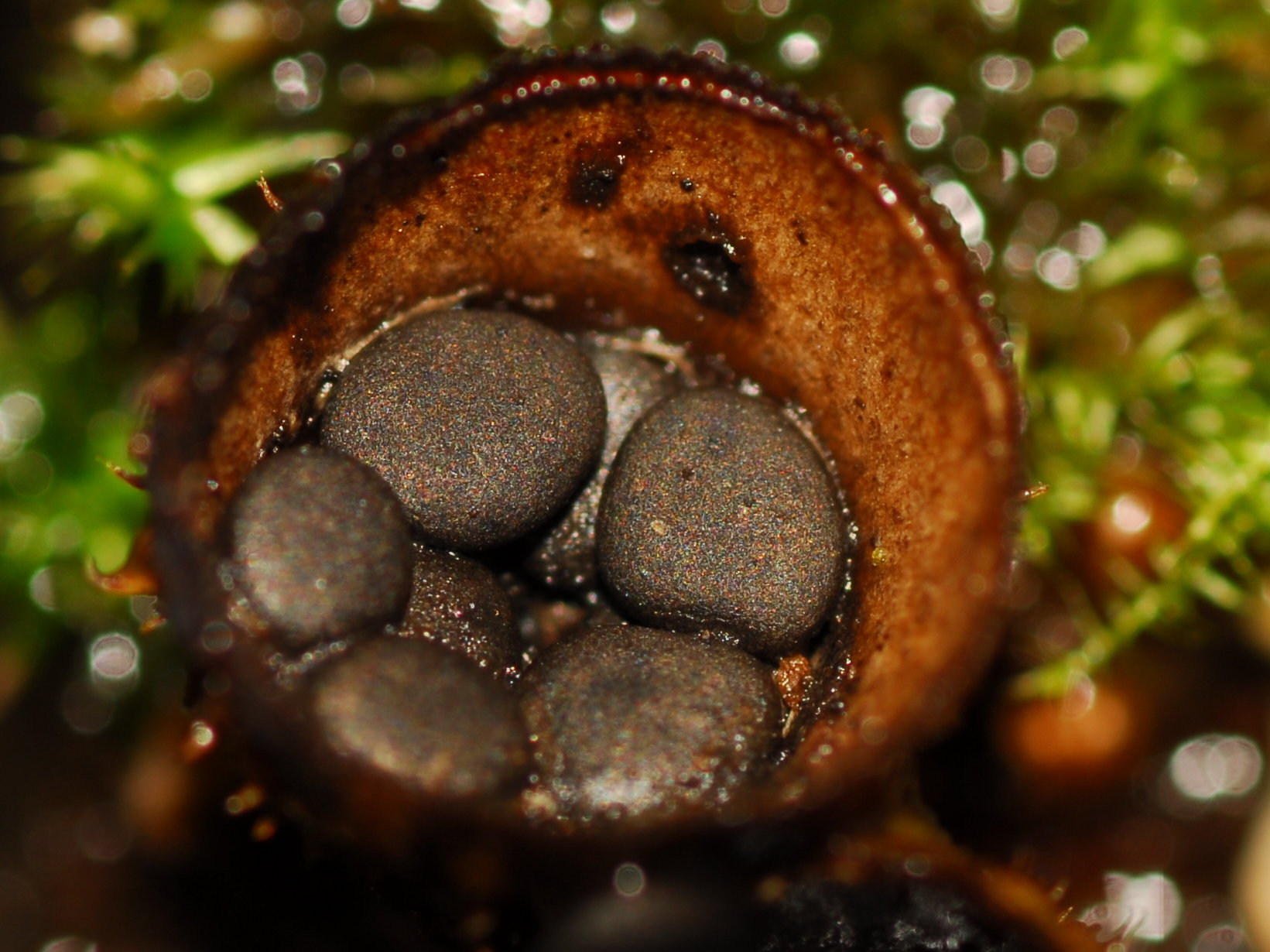
Cyathus stercoreus

O desenvolvimento dos basidiomas de Cyathus tem sido estudado em cultura de laboratório; a C. stercoreus tem sido usada com mais frequência para esses estudos devido à facilidade com que pode ser cultivada experimentalmente. Em 1958, E. Garnett demonstrou pela primeira vez que o desenvolvimento e a forma dos basidiomas dependem, pelo menos parcialmente, da intensidade da luz que recebem durante o desenvolvimento. Por exemplo, a exposição do micélio heterocariótico à luz é necessária para que ocorra a frutificação e, além disso, essa luz precisa ter um comprimento de onda inferior a 530 nm. A luz contínua não é necessária para o desenvolvimento do basidioma; depois que o micélio atinge um determinado estágio de maturidade, é necessária apenas uma breve exposição à luz, e os basidiomas se formarão mesmo se forem mantidos no escuro posteriormente. Lu sugeriu em 1965 que determinadas condições de crescimento - como a escassez de nutrientes disponíveis - alteram o metabolismo do fungo para produzir um hipotético "precursor fotorreceptivo" que permite que o crescimento dos basidiomas seja estimulado e afetado pela luz. Os fungos também são positivamente fototrópicos, ou seja, orientam seus basidiomas na direção da fonte de luz. O tempo necessário para desenvolver basidiomas depende de vários fatores, como a temperatura ou a disponibilidade e o tipo de nutrientes, mas, em geral, "a maioria das espécies que frutificam em cultura de laboratório o fazem melhor a cerca de 25 °C, em 18 a 40 dias".

### Compostos bioativos
Várias espécies de Cyathus produzem metabólitos com atividade biológica e estruturas químicas que são específicas desse gênero. Por exemplo, as cyathinas são compostos diterpenóides produzidos por C. helenae, C. africanus e C. earlei. Várias das cyathinas (especialmente as cyathinas B3 e C3), inclusive os compostos de striatina de C. striatus, apresentam forte atividade antibiótica. Os diterpenóides de cyathinas também estimulam a síntese do fator de crescimento nervoso e têm potencial para serem desenvolvidos como agentes terapêuticos para distúrbios neurodegenerativos, como a doença de Alzheimer. Os compostos denominados cyathuscavinas, isolados da cultura líquida micelial de C. stercoreus, têm atividade antioxidante significativa, assim como os compostos conhecidos como cyathusals, também de C. stercoreus. Vários compostos sesquiterpênicos também foram identificados em C. bulleri, incluindo cybrodol (derivado do humuleno), nidulol e bulerone.

## Habitat e distribuição
Os basidiomas geralmente crescem em grupos e são encontrados em madeira morta ou em decomposição, ou em fragmentos de madeira em esterco de vaca ou cavalo. As espécies que gostam de esterco (coprófilas) incluem C. stercoreus, C. costatus, C. fimicola e C. pygmaeus. Algumas espécies foram coletadas em materiais lenhosos, como caules herbáceos mortos, cascas vazias ou cascas de nozes, ou em materiais fibrosos, como coco, juta ou fibra de cânhamo, tecidos em esteiras, sacos ou tecidos. Na natureza, os basidiomas são normalmente encontrados em locais úmidos e parcialmente sombreados, como as bordas de bosques em trilhas ou ao redor de aberturas iluminadas em florestas. Eles são encontrados com menos frequência crescendo em vegetação densa e musgos profundos, pois esses ambientes interfeririam na dispersão dos peridíolos pela queda de gotas de água. A aparência dos basidiomas depende em grande parte das características do ambiente de crescimento; especificamente, as condições ideais de temperatura, umidade e disponibilidade de nutrientes são fatores mais importantes para o desenvolvimento do que a ampla área geográfica em que os fungos estão localizados ou a estação do ano. Exemplos da capacidade do Cyathus de prosperar em ambientes um tanto inóspitos são fornecidos por C. striatus e C. stercoreus, que podem sobreviver à seca e ao frio do inverno na América do Norte temperada, e a espécie C. helenae, que foi encontrada crescendo em plantas alpinas mortas a uma altitude de 2.100 metros.

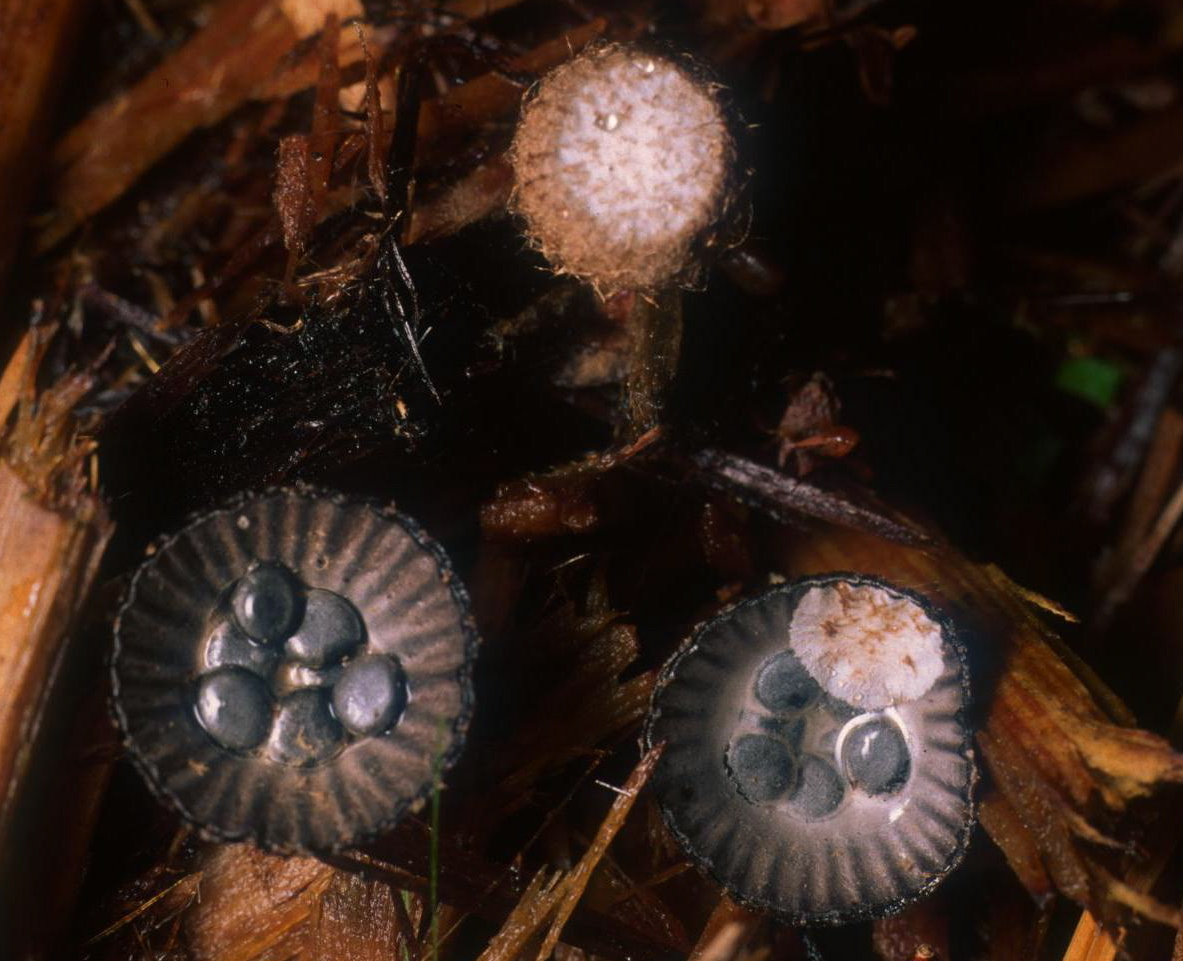
C. poeppigii, uma espécie tropical

Em geral, as espécies de Cyathus têm distribuição mundial, mas raramente são encontradas no Ártico e no Subártico. Uma das espécies mais conhecidas, C. striatus, tem distribuição circumpolar e é comumente encontrada em locais temperados, enquanto a espécie morfologicamente semelhante C. poeppigii é amplamente distribuída em áreas tropicais, raramente nas regiões subtropicais e nunca em regiões temperadas. A maioria das espécies é nativa de climas quentes. Por exemplo, embora 20 espécies diferentes tenham sido relatadas nos Estados Unidos e no Canadá, apenas 8 são comumente encontradas; por outro lado, 25 espécies podem ser encontradas regularmente nas Índias Ocidentais e somente as ilhas havaianas têm 11 espécies. Algumas espécies parecem ser endêmicas de determinadas regiões, como a C. novae-zeelandiae, encontrada na Nova Zelândia, ou a C. crassimurus, encontrada apenas no Havaí; no entanto, esse endemismo aparente pode ser apenas resultado da falta de coletas, e não de uma diferença no habitat que constitua uma barreira à disseminação. Embora muito difundida nos trópicos e na maior parte do mundo temperado, a C. stercoreus é raramente encontrada na Europa, o que resultou em seu aparecimento em várias Listas Vermelhas. Por exemplo, ela é considerada ameaçada de extinção na Bulgária, na Dinamarca, e em Montenegro, e "quase ameaçada" na Grã-Bretanha. A descoberta de uma espécie de Cyathus em âmbar dominicano (C. dominicanus) sugere que a forma básica dos fungos de ninho de pássaro já havia evoluído no período Cretáceo e que o grupo havia se diversificado em meados do Cenozoico.

## Ecologia

### Dispersão de esporos
Como outros fungos de ninho de pássaro das Nidulariaceae, as espécies de Cyathus têm seus esporos dispersos quando a água cai no basidioma. O basidioma é moldado de forma que a energia cinética de uma gota de chuva caída seja redirecionada para cima e ligeiramente para fora pelo ângulo da parede do copo, que é consistentemente de 70-75° com a horizontal. A ação ejeta os peridíolos para fora do chamado "copo de respingo", onde podem se quebrar e espalhar os esporos dentro dele, ou ser comidos e dispersos por animais depois de passar pelo trato digestivo. Esse método de dispersão de esporos nas Nidulariaceae foi testado experimentalmente por George Willard Martin em 1924, e posteriormente elaborado por Arthur Henry Reginald Buller, que usou a C. striatus como espécie modelo para investigar experimentalmente o fenômeno. As principais conclusões de Buller sobre a dispersão de esporos foram posteriormente resumidas por seu aluno de pós-graduação Harold J. Brodie, com quem ele realizou vários desses experimentos com copos de respingo:
As gotas de chuva fazem com que os peridíolos das Nidulariaceae sejam lançados a cerca de um metro e meio por ação de pancada de água. No gênero Cyathus, quando um peridíolo é lançado para fora de seu copo, o funículo é rasgado e isso possibilita a expansão de uma massa de hifas adesivas (o hapteron) que se agarra a qualquer objeto na linha de voo. O impulso do peridíolo faz com que um longo cordão seja puxado para fora de uma bainha presa ao peridíolo. O peridíolo é lançado a voo e o solavanco faz com que o cordão funicular se enrole em torno dos caules ou fique emaranhado entre a planta. Assim, o peridíolo fica preso à vegetação e pode ser comido posteriormente por animais herbívoros.
Embora não tenha sido demonstrado experimentalmente se os esporos podem sobreviver à passagem pelo trato digestivo de um animal, a presença regular de Cyathus no esterco de vacas ou cavalos sugere fortemente que isso seja verdade. Como alternativa, o invólucro externo duro dos peridíolos ejetados dos copos de respingo pode simplesmente se desintegrar com o tempo, eventualmente liberando os esporos dentro deles.

## Usos
As espécies da família Nidulariaceae, incluindo Cyathus, são consideradas não comestíveis, pois (nas palavras de Brodie) não são "suficientemente grandes, carnudas ou odoríferas para serem de interesse para os seres humanos como alimento". Entretanto, não há relatos de alcaloides venenosos ou outras substâncias consideradas tóxicas para os seres humanos. Brodie observa ainda que duas espécies de Cyathus foram usadas por povos nativos como afrodisíaco ou para estimular a fertilidade: C. limbatus na Colômbia e C. microsporus em Guadalupe. Não se sabe se essas espécies têm algum efeito real sobre a fisiologia humana.

### Biodegradação

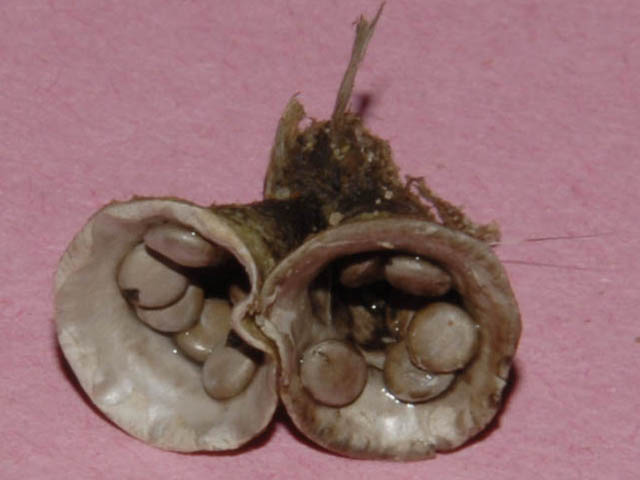
Cyathus olla; observe o endoperídio liso (não plicado) e os peridíolos relativamente grandes.

A lignina é um composto químico polimérico complexo que é um dos principais constituintes da madeira. A espécie C. bulleri contém três enzimas que degradam a lignina: lignina peroxidase, manganês peroxidase e lacase. Essas enzimas têm aplicações potenciais não apenas no setor de papel e celulose, mas também para aumentar a digestibilidade e o teor de proteína da forragem para o gado. Como as lacases podem decompor compostos fenólicos, elas podem ser usadas para desintoxicar alguns poluentes ambientais, como corantes usados no setor têxtil. A lacase de C. bulleri também foi geneticamente modificada para ser produzida por Escherichia coli, tornando-se a primeira lacase fúngica a ser produzida em um hospedeiro bacteriano. A C. pallidus pode biodegradar o composto explosivo RDX (hexa-hidro-1,3,5-trinitro-1,3,5-triazina), sugerindo que ela pode ser usada para descontaminar solos contaminados com munições.

### Agricultura
A Cyathus olla tem sido investigada por sua capacidade de acelerar a decomposição de restolho deixado no campo após a colheita, reduzindo efetivamente as populações de patógenos e acelerando o ciclo de nutrientes por meio da mineralização de nutrientes essenciais para as plantas.

### Biologia humana
Várias espécies de Cyathus têm atividade antifúngica contra patógenos humanos, como Aspergillus fumigatus, Candida albicans e Cryptococcus neoformans. Os extratos de C. striatus têm efeitos inibitórios sobre o NF-κB, um fator de transcrição responsável por regular a expressão de vários genes envolvidos no sistema imunológico, inflamação e morte celular.

### Textos citados
- Alexopoulos CJ, Mims CW, Blackwell M (1996). Introductory Mycology 4th ed. New York, New York: Wiley. ISBN 0-471-52229-5
- Brodie HJ. (1975). The Bird's Nest Fungi. Toronto: University of Toronto Press. ISBN 0-8020-5307-6
- Deacon J. (2005). Fungal Biology. Cambridge, Massachusetts: Blackwell Publishers. ISBN 1-4051-3066-0

## Links externos
- Cyathus em Index Fungorum